# كلية الطب (جامعة الزقازيق)
كلية طب جامعة الزقازيق هي كلية طب مصرية تابعة لجامعة الزقازيق، أنشئت سنة 1971 وعميدها الحالي هو الأستاذ الدكتور احمد عناني. تمنح الكلية درجات البكالوريوس والدبلوم والماجستير والدكتوراه في تخصصات الطب السريرية والأساسية المختلفة.
أنشئت الكلية في عام 1971، وخضعت في البداية لإشراف كلية طب عين شمس، وكان «مستشفى النبوي المهندس» (التابع لوزارة الصحة، والذي كان قد افتتح في مايو 1970) نواة لها، وأن تبدأ الكلية بالتدريس لطلبة السنوات النهائية من أبناء محافظة الشرقية الذين كانوا يدرسون بكليات الطب المختلفة. وتم اختيار الدكتور طلعت الغنيمي ليكون أول عميد للكلية.
أنشئت الأقسام الأساسية بالكلية تحت إشراف الأقسام المناظرة بكلية طب جامعة عين شمس (فصلت كلية طب الزقازيق عن كلية طب عين شمس سنة 1974). وبلغ مجموع الأطباء سبعة عشر طبيباً وبلغ مجموع هيئة التمريض ضعف هذا العدد، وبلغ عدد الأسرة 320 سريراً. وكان لكل من الأقسام الجراحية الست غرفة عمليات بها طاولتي عمليات بالإضافة إلى ستة أسرة للإفاقة ملحقة بالعمليات الجراحية.
قبيل حرب أكتوبر 1973 جرى -في سرية- إعداد المستشفى الجامعي بالزقازيق كمستشفى ميداني، إذ تحول المستشفى إلى مستشفى تعبوي (طوارئ عمليات عسكرية)، وأصبح بالمستشفى تشوين طبي من أدوية ومستلزمات، وتشوين ميداني من أسرة احتياطية وملابس، وتكديس ميداني تابع للقوات المسلحة، وزودت الأقسام الجراحية بأطقم جراحية مساعدة من أعضاء هيئة التدريس بالجامعات الأخرى، كما أعد المستشفى تعبئة كاملة بطاقة 800 إلى 900 سرير عند الضرورة، وتطلب الأمر تعيين قائد اتصال عسكري برتبة مقدم مزاملاً للمديرالمدني لمستشفى الزقازيق الجامعي، وقد استقبل المستشفي الجامعي بالزقازيق 4300 مصاب عمليات عسكرية اعتباراً من مساء السادس من أكتوبر وعلى مدى 12 يوماً تالية.
بدأت كذلك عمليات القلب المفتوح بمستشفيات جامعة الزقازيق في 23 نوفمبر 1994، ويوجد بكلية طب الزقازيق مركز لجراحة اليد والجراحات الميكروسكوبية به معمل لتدريب الجراحين على تقنيات الجراحة الميكروسكوبية.
و قد حصلت الكلية في عام 2006 على شهادة الأيزو الدولية 9001: 2000 في مجال جودة إدارة التعليم الطبى<>[http://www.medicine.zu.edu.eg/about.html</ref>